# Мережевий шлюз
Мереже́вий шлюз (англ. gateway) — апаратний маршрутизатор або програмне забезпечення для сполучення комп'ютерних мереж, що використовують різні протоколи (наприклад, локальної та глобальної).

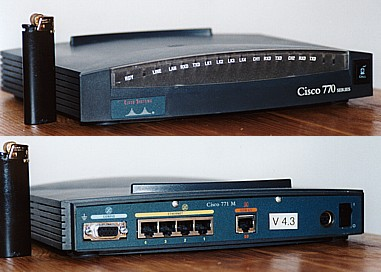
Мережевий шлюз із вбудованим комутатором. Вид спереду (вгорі) і ззаду (внизу)

## Опис
Мережевий шлюз конвертує протоколи одного типу фізичного середовища в протоколи іншого фізичного середовища (мережі). Наприклад, при з'єднанні локального комп'ютера з мережею Інтернет ви використовуєте мережевий шлюз.
Роутери (маршрутизатори) є одним із прикладів апаратних мережевих шлюзів.
Мережеві шлюзи працюють на всіх відомих операційних системах. Основне завдання мережевого шлюзу — конвертувати протокол між мережами. Роутер сам по собі приймає, проводить і відправляє пакети тільки серед мереж, що використовують однакові протоколи. Мережевий шлюз може з одного боку прийняти пакет, сформатований під один протокол (наприклад Apple Talk) і конвертувати в пакет іншого протоколу (наприклад TCP / IP) перед відправленням в інший сегмент мережі. Мережеві шлюзи можуть бути апаратним рішенням, програмним забезпеченням або тим і іншим разом, але зазвичай це програмне забезпечення, встановлене на роутер або комп'ютер. Мережевий шлюз повинен розуміти всі протоколи, використовувані роутером. Зазвичай мережеві шлюзи працюють повільніше, ніж мережеві мости, комутатори і звичайні роутери.
Мережевий шлюз — це точка мережі, яка служить виходом в іншу мережу. У мережі Інтернет вузлом або кінцевою точкою може бути або мережевий шлюз, або хост. Інтернет-користувачі і комп'ютери, які доставляють вебсторінки користувачам — це хости, а вузли між різними мережами — це мережеві шлюзи. Наприклад, сервер, контролюючий трафік між локальною мережею компанії і мережею Інтернет — це мережевий шлюз.
У великих мережах сервер, що працює як мережевий шлюз, зазвичай інтегрований з проксі-сервером і міжмережевим екраном. Мережевий шлюз часто об'єднаний з роутером, який управляє розподілом і конвертацією пакетів у мережі.
Мережевий шлюз може бути спеціальним апаратним роутером або програмним забезпеченням, встановленим на звичайний сервер або персональний комп'ютер.

## Функції шлюзу
Функція маршрутизації пакетів по різних неоднорідним мережевим інтерфейсам.
Локалізація всього оброблюваного трафіку (дана функція шлюзу є точною завданням, яке поставлене кожному міжмережевому екрану).
Друга функція шлюзу зазвичай виконується спеціальним програмним забезпеченням (ОС), а іноді є програмним модулем інтернет браузера.

## Шлюз за умовчанням
Шлюз за умовчанням (англ. Default gateway),шлюз останньої надії (англ. Last hope gateway) — в маршрутизованих протоколах — адреса маршрутизатора, на який відправляється трафік, для якого неможливо визначити маршрут виходячи з таблиць маршрутизації. Застосовується в мережах з добре вираженими центральними маршрутизаторами, в малих мережах, в клієнтських сегментах мереж. Шлюз за умовчанням задається відповідним записом у таблиці маршрутизації виду «мережа 0.0.0.0 з маскою мережі 0.0.0.0».

## Використання
Шлюз за умовчанням дозволяє спростити координацію трафіку, спрямовуючи його на центральні маршрутизатори. У випадку робочої станції таблиця маршрутизації зазвичай складається (крім маршрутів зворотної петлі) з локального маршруту (локального мережевого сегмента, до якого відноситься робоча станція) і шлюзу за умовчанням, на який відправляється весь інший трафік. Для пристроїв, підключених до одного маршрутизатора, використання шлюзу за умовчанням є єдиною доступною формою маршрутизації; у разі наявності декількох з'єднань з маршрутизаторами шлюз за умовчанням може і не вказуватися (в цьому випадку при спробі відправити пакет у мережу, для якої немає маршруту, буде повертатися повідомлення no route to host).

## Назва
Термін «шлюз за умовчанням» застосовується в основному в робочих станціях, де його використання є штатним режимом робочої станції. Термін «шлюз останньої надії» використовується в маршрутизаторах, для яких застосування такого шлюзу є ненормальною ситуацією (маршрутизатор повинен знати маршрути для маршрутизації пакетів).